# Copernicia berteroana
Copernicia berteroana (dyaré, yarey) es una especie de palmera endémica de la Hispaniola; también de Curaçao, pero probablemente como una especie cultivada.

## Descripción
Al igual que otros miembros de este género, C. berteroana es una palmera de abanico. Los árboles alcanzan un tamaño de 4 a 5 metros de altura con tallos de 20 centímetros de diámetro. El fruto es de color negro, de 2 centímetros de largo y 1,8 cm de diámetro. Las hojas se utilizan como paja.
Copernicia berteroana se encuentra en regiones planas con poca lluvia. En Haití se ve amenazada por la destrucción del hábitat.

## Taxonomía
Copernicia prunifera fue descrita por  Odoardo Beccari y publicado en Webbia 2: 150. 1907.
Etimología
Copernicia: nombre genérico que fue nombrado en honor del astrónomo polaco Nicolás Copérnico.
berteroana: epíteto otorgado en honor del Carlo Giuseppe Bertero (1789-1831), médico italiano.